# شركة نفط الشمال
تقع شركة نفط الشمال (بالإنجليزية: North Oil Company، NOC)‏ في كركوك، العراق.
شركة نفط الشمال هي واحدة من الشركات ال 16 التابعة إلى وزارة النفط العراقية. يقع مقر الشركة في كركوك، وتمتد حدودها من الحدود الشمالية إلى 32.5 درجة موازية، إلى الجنوب بغداد.